# Château de Fuligny
Le château de Fuligny est un château situé à Fuligny, en France.

## Localisation
Le château est situé sur la commune de Fuligny, dans le département français de l'Aube.

## Historique
L'édifice est inscrit au titre des monuments historiques en 2003.